# Georg Gerullis
Georg Gerullis (lituanien : Jurgis Gerulis ; né le 13 août 1888 à Jogauden près de Tilsit (aujourd'hui un désert dans la municipalité de Pagėgiai, Lituanie) et mort le 9 août 1945 à Riga) est un baltiste (de) allemand et professeur d'université d'origine prussienne-lituanienne.

## Biographie
Georg Gerullis est le fils du fermier Peter Gerullis et de sa femme Anna née Jokutat. Il étudie d'abord à l'école du village de Bittehnen (de) puis suit des cours auprès de professeurs privés. En 1903, il rejoint l'école provinciale royale lituanienne. De 1909 à 1912, il étudie la philosophie, la philologie classique et l'histoire à l'université Frédéric-Guillaume de Berlin et à l'université de Königsberg. À Königsberg, il obtient son doctorat en 1912. En 1913, il sert comme volontaire d'un an dans l'armée prussienne. De 1914 à 1918, il participe à la Première Guerre mondiale en tant que soldat, plus récemment en tant que lieutenant de réserve.

### Carrière de scientifique et de fonctionnaire
En 1919, il complète son habilitation par une thèse sur la philologie balte. De 1919 à 1922, Gerullis est professeur de lycée (à partir de 1920 enseignant) à Königsberg. Il dirige également le Séminaire lituanien de la Faculté de théologie en tant que conférencier privé. De 1922 à 1933, il est professeur agrégé de langues baltes et slaves à l'université de Leipzig.
Le 1er mars 1931, Gerullis rejoint le NSDAP (numéro de membre 475 325) et la même année la SA ; il quitte cette dernière en 1933. Il est chargé de cours de liaison pour l'Association nationale-socialiste des étudiants allemands.
En février 1933, Gerullis devient président du « Comité national pour le renouveau de l'université de Leipzig ». Depuis le 1er avril 1933, il est responsable du personnel au ministère de l'Éducation de Saxe (de). Le 6 mai, il est nommé ministre saxon de la Culture par Martin Mutschmann. Cependant, il ne prend pas ses fonctions afin de pouvoir conserver son poste au ministère prussien des Sciences, des Arts et de l'Instruction publique, où il est nommé directeur ministériel et chef du département universitaire le 12 avril 1933. En novembre 1933, il est mis temporairement à la retraite.
En 1934, le ministère le nomme professeur ordinaire de philologie balte à l'université de Königsberg. Contre le vote de la faculté, il est nommé recteur pour les années universitaires 1935/36 et 1936/37,. Depuis 1936, il est membre correspondant de l'Académie des sciences de Saxe
Destitué le 25 mars 1937 après des querelles avec le Gauleiter Erich Koch, Gerullis retourne pour la deuxième fois à l'université de Berlin en 1937 en tant que président de philologie balte. En 1939, il devient conservateur à l'Institut scientifique ukrainien de Berlin (de), contrôle politiquement ses travaux et coordonne les travaux commandés.

### Seconde Guerre mondiale
Pendant la Seconde Guerre mondiale, Gerullis sert comme officier dans l'armée, plus récemment comme major dans la réserve. Il est déployé au Centre de contrôle II Est et au Commandement de reconnaissance du front 203-205 et s'est vu principalement confier des tâches de défense. Au cours de l'hiver 1938/1939, il a déjà établi des contacts avec des Lituaniens amis de l'Allemagne dans la zone frontalière, au nom de l'Abwehr,. Après le début de la guerre, il commence à former des Biélorusses destinés à être déployés sur le territoire de l'Union soviétique. L'entraînement aux fins du Département de la Défense II (sabotage et épuisement des forces militaires en territoire ennemi) a lieu avec l'aide et le personnel des organisations d'entraide biélorusses à Varsovie et Biała Podlaska dans la ville de Sulejówek près de Varsovie, où se trouvent est un centre de formation de la Défense. Gerullis et l'ancien capitaine polonais Szczepan Władysław Kozłowski sont aux commandes. Une cinquantaine d'hommes sont déployés pour la défense. Certains d’entre eux sont des Ukrainiens sélectionnés avec l’aide du gouvernement autonome ukrainien. Le déploiement des unités biélorusses du département II de l'Abwehr n'est pas particulièrement réussi, car un certain nombre de groupes parachutés et censés sécuriser des ponts ou des lignes ferroviaires d'importance stratégique sont faits prisonniers par les Soviétiques.
En juin 1943, Gerullis sert comme major de réserve en tant que conseiller régional au 204e commandement de la défense. De juillet à novembre 1944, il dirige le bataillon aéroporté de Dallwitz (de). Au début de 1945, il est libéré de la Wehrmacht.
Le 8 mai 1945, l'administration militaire soviétique en Allemagne organise l'arrestation de Gerullis et le condamne à mort par fusillade en vertu de l'article 58.2 du Code pénal de la RSFSR de la SMT de la 8e armée de la Garde. L'accusation porte sur des crimes de guerre. La sentence est exécutée le 9 août 1945.

## Réhabilitation posthume
Le bureau du procureur militaire principal de la fédération de Russie (Glavnaya Wojennaya Prokuratura - GWP) réhabilite Gerullis le 8 février 2002.

## Publications
- Die altpreussischen Ortsnamen gesammelt und sprachlich behandelt. Berlin: Vereinigung wissenschaftlicher Verleger, 1922.
- Die ältesten litauischen Sprachdenkmäler, bis zum Jahre 1570. Heidelberg 1923.
- Litauische Dialektstudien. Leipzig 1932.